# Notophysis cloetensi
Notophysis cloetensi es una especie de escarabajo longicornio del género Notophysis, tribu Cacoscelini, orden Coleoptera. Fue descrita científicamente por Lameere en 1903.

## Descripción
Mide 35 milímetros de longitud.

## Distribución
Se distribuye por República Democrática del Congo.